# Кастельно-ла-Шапель
Кастельно-ла-Шапель (фр. Castelnaud-la-Chapelle) — коммуна на юго-западе Франции в департаменте Дордонь (регион Аквитания).
Поселение включено в список «Самые красивые города Франции».

## История
В 1827 году произошло слияние коммун Кастельно и Фейрак, в результате чего образовалась коммуна Кастельно-Фейрак.
В 1973 году после объединения коммун Кастельно-Фейрак и Ла-Шапель-Пешо образовалась современная коммуна Кастельно-ла-Шапель.
Французское написание Castelnaud является искажённым вариантом слова Castelnau, означающим «новый замок».

## Экономика
Основными источниками дохода коммуны служат туризм, выращивание табака и кукурузы.

## Достопримечательности
Замок Кастельно, классифицированный в 1966 году как национальный исторический памятник, возвышается над долиной Дордони, откуда открываются великолепные панорамные виды на Бейнак, Маркессак и Рок-Гажак.
Скальные гроты и пещерные жилища в районах Конт и Фур.

### Гражданская архитектура
- Замок Кастельно, XIII—XIV век, исторический памятник, посещение возможно. Возведённый на высоком крутом берегу реки Дордонь рядом с местом впадения её притока Сеу. Крепость упоминалась уже XII веке; была захвачена Симоном де Монфором в 1214 году; занята англичанами в XV веке. Следы построек XIII века, перестройки, выполненные в XIII и XIV веках, донжон и большая башня XIV века. В XIX веке использовался как каменоломня. Впоследствии реставрирован.
- Замок Файрак, XV—XVI и XIX века, исторический памятник. Подъёмный мост, куртина с машикулями, часовня, голубятни и каменные караулки;
- Шато Лакост, XVIII—XIX век, исторический памятник. Находится на скальном обрыве, устроен парк;
- Шато Миланд, XV и XIX века, исторический памятник, посещение возможно. В 1947 году это шато купила знаменитая американо-французская актриса Жозефина Бейкер (1906—1975), которая занималась обустройством усадьбы вплоть до своей смерти в 1975 году. Жозефина превратила шато в «интернациональный посёлок».
- Шато Пешо (фр. Château Péchaud), XVII—XVIII век.
- Поселение на высоком скальном выступе.

### Религиозная архитектура
- Современная церковь в Кастельно.
- Ренессансная часовня в шато Миланд (исторический памятник).
- Готическая церковь в Файраке, сильно перестроенная: многоугольная апсида, звонница-колокольня.
- Церковь на территории прежней коммуны Шапель-Пешо, романский стиль, перелицована в XVI—XVII веках; апсида, украшенная модильонами, врата в стиле классицизма.
- Крест вербного воскресенья, XVIII век, прежняя коммуна Шапель-Пешо.

### Музеи
- Музей соколиной охоты с видеозалом;
- Музей Жозефины Бейкер (в шато Миланд).
- Музей средневековых войн в замке Кастельно: разнообразное вооружение, боевые машины; анимированные представления.
- Музей под открытым небом «Перигорский орех»: сад грецкого ореха, мельница для отжима орехового масла.

### Пейзажные объекты
- Панорамные виды в замках Кастельно, Лакост и Миланд.
- Долина реки Дордонь.
- Скальные гроты.

## Городские праздники
- Последнее воскресенье сентября — Кастельно,
- Первое воскресенье февраля — Ла-Шапель-Пешо,
- Первое воскресенье мая — Файрак.